# 雷號驅逐艦 (雷型)
雷是大日本帝國海軍的驅逐艦，亦為雷型驅逐艦的首艦。由於與吹雪型驅逐艦（「特III型、曉型」）的「雷」同艦名的關係，所以在這裡以「雷 （初代）」或「雷I」表示。

## 艦歷
1897年（明治30年），於英國的亞羅造船下訂，並作為「雷型驅逐艦」的首艦及日本海軍的第一艘驅逐艦。而在同年購入的艦隻中，亦有由約翰·艾薩克·桑尼克羅夫特公司所製造的「東雲型驅逐艦」。當初，曾考慮在完成後拆散運送回日本。「雷I」在1899年（明治32年）2月25日竣工。同年5月25日，到達佐世保。
1904年（明治37年）日俄戰爭爆發之際，所屬於「第1太平洋艦隊（第1艦隊）」（該艦隊由於向俄軍作出攻擊，而開始了日俄戰爭）。同年2月8日，參加了偷襲旅順港，並在2月24日，參與旅順港閉塞作戰，亦在5月28日參加日本海海戰。
但是在翌年10月10日，於大湊港內發生引擎爆炸的事故，令到船體斷裂並在港內坐底。最後於1913年（大正2年）11月5日除籍，並在1914年（大正3年）4月29日出售。

## 艦長
回航委員長
- 矢島純吉 少佐：1898年10月19日 - 10月28日
- 石田一郎 少佐：1898年10月28日 -

艦長
- 笠間直 少佐：1901年6月22日 - 8月30日
- 廣瀬順太郎 少佐：1901年8月30日 - 1903年7月7日
- 三村錦三郎 大尉：1903年7月7日 - 1904年9月11日
- 齋藤半六 少佐：1904年9月11日 - 1905年12月12日

驅逐艦長
- 大谷幸四郎 大尉：1905年12月12日 - 1906年1月25日
- 大内田盛繁 少佐：1907年1月12日 - 7月1日
- 人見三良 大尉：1907年12月18日 - 1908年4月20日
- 小泉親治 大尉：1908年9月25日 - 11月20日
- 岡本郁男 大尉：1910年4月1日 - 1911年6月28日

## 關聯項目
- 大日本帝國海軍艦艇一覽